# Best Ogedegbe
Best Ogedegbe (Lagos, 3 settembre 1954 – Ibadan, 28 settembre 2009) è stato un calciatore nigeriano, di ruolo portiere.

## Carriera
Con la Nazionale nigeriana vinse la Coppa d'Africa nel 1980.

## Palmarès

### Nazionale
- Coppa d'Africa: 1

Nigeria 1980